# Ramón Núñez Reyes
Pour les articles homonymes, voir Ramón Núñez et Núñez.
Ramón Fernando Núñez Reyes (né le 14 novembre 1985 à Tegucigalpa) est un footballeur hondurien, qui joue comme milieu de terrain central.

## Biographie

### Débuts en Amérique
Núñez a grandi aux États-Unis, venant avec sa famille au début des années 1990 et recevant un diplôme du W. T. White High School aux Dallas, Texas. Il est drafté par le FC Dallas en 2004 MLS SuperDraft après une saison à l'université de football.
En sa première année avec le FC Dallas, Núñez ne joue que 107 minutes en huit matchs. Cependant, il est venu à la fin de sa deuxième saison, gagnant une titularisation et finissant avec cinq buts de ligue.
Núñez faisait partie de l'équipe des moins de 20 ans hondurienne au championnat du monde 2005 des jeunes aux Pays-Bas. En octobre 2006, Núñez a été appelé en équipe nationale hondurienne. Il a fait ses débuts le 9 septembre 2007 comme remplaçant pour une coupe contre le Costa Rica. Núñez fait un bon match avec l'équipe nationale en septembre. Il marque deux buts pour le Honduras après que l'équipe ait été menée par un but au Canada le 6 septembre 2008. Quatre jours plus tard il marque pour le Honduras contre la Jamaïque et le Honduras s'impose 2-0.

### Carrière européenne
Après un transfert en Angleterre au club de Leeds United où il ne fait que deux apparitions en championnat, il est prêté le 24 mars 2011 au club de Scunthorpe United pour un mois. Le 19 avril, le contrat est prolongé jusqu'à la fin de la saison. Malgré 3 buts inscrits et des prestations remarquées, il ne parviendra pas à aider le club à se maintenir en Championship.
La saison suivante, il fait de nouveaux des prestations remarquées, cette fois-ci avec Leeds United, notamment en matchs de coupe. Mais il ne parvient pas s'imposer sur la longueur et est placé sur la liste des joueurs transférables à l'été 2012, malgré sa récente prolongation de contrat.